# Gimme Danger
Gimme Danger  es una película documental estadounidense  del 2016 dirigida por Jim Jarmusch sobre la banda The Stooges. Fue proyectada en la sección de Midnight Screenings (Exhibiciones de Medianoche) en el Festival de Cannes 2016. La película fue lanzada el 28 de octubre de 2016 por Amazon Studios y Magnolia Pictures.

## Producción
Fue Iggy Pop quien en el 2008 le pidió a Jim Jarmusch que realizara un documental sobre la banda The Stooges. Pop conoció a Jarmusch en 1991 y ya había participado en dos de sus películas: Dead Man (1995) y Coffee and Cigarettes (2003). La producción tomó ocho años ya que fue difícil encontrar material de archivo y financiamiento, además de que Jarmusch estuvo también ocupado rodando los largometrajes Only Lovers Left Alive (2013) y Paterson (2016). Gimme Danger es el segundo documental sobre una banda de música rock que realiza Jarmusch, el primero fue Year of the Horse (1997) que documenta la gira del músico canadiense Neil Young y su banda de apoyo Crazy Horse. Cuando le preguntaron a Jim Jarmusch si llamaría a Gimme Danger un documental, respondió: "Yo lo llamo un ensayo, una carta de amor. Para mí es una celebración descarada de los Stooges."

## Lanzamiento
En abril de 2016, Amazon Studios obtuvo los derechos de distribución de la película, con Magnolia Pictures como co-distribuidor. La película tuvo su premier mundial en el Festival de cine de Cannes 2016 el 19 de mayo de 2016. También se proyectó en el Festival Internacional de Cine de Toronto el 8 de septiembre de 2016 y en el Festival de Cine de Nueva York el 5 de octubre de 2016. La película se distribuyó en salas el 28 de octubre de 2016.

## Recepción
Gimme Danger recibió críticas positivas de los críticos de cine. En el portal de internet Rotten Tomatoes, la película posee una aprobación de 95% basada en 99 reseñas, con una puntuación de 7/10 por parte de la crítica.  En la página web Metacritic, la película obtuvo un índice de 72 de 100, basada en 5 reseñas, indicando "reseñas generalmente favorables".